# All Stand Up (Never Say Never)
All Stand Up (Never Say Never) è una canzone della rock band inglese Status Quo, pubblicata come singolo nell'ottobre del 2002.

## La canzone
Nel 2001, dopo circa 20 anni di distacco, si ristabilisce la storica coppia di autori Francis Rossi/Bob Young responsabile dei maggiori successi commerciali degli Status Quo negli anni settanta. La prima canzone che i due incidono dopo la reunion è proprio questa All Stand Up, brano che riconduce la band ai fasti hard rock di un tempo.
Il brano viene estratto dal celebrato album Heavy Traffic ed ottiene un altissimo indice di gradimento nello zoccolo duro dei fans della band. Proprio le radio, però, finiscono per ritenerlo “troppo” hard e, per questo, lo trasmettono così poco da non consentirgli di andare oltre la posizione n. 51 nelle charts britanniche.
Aperto da un prepotente riff di chitarra elettrica seguito da un ritmo ossessivo ed incalzante, il pezzo ricorda per molti versi la celeberrima Down Down, grandissimo successo commerciale della band nel 1975.

## Tracce
1. All Stand Up (Never Say Never) (single edit) - 3:44 - (Rossi/Young)
2. You Let Me Down - 5:01 - (Rossi/Young)
3. All Stand Up (Never Say Never) CD-Rom Video (estratto dal programma TV 'The One and Only') - (Rossi/Young)

## Formazione
- Francis Rossi (chitarra solista, voce)
- Rick Parfitt (chitarra ritmica, voce)
- Andy Bown (tastiere, chitarra, armonica, cori)
- John 'Rhino' Edwards (basso, voce)
- Matt Letley (percussioni)